# 毛药花
毛药花（学名：Bostrychanthera deflexa）为唇形科毛药花属下的一个种。

## 扩展阅读
- 維基物種上的相關：毛药花